# NGC 2330
NGC 2330 je galaksija u zviježđu Risu.

## Vanjske poveznice
- SEDS: NGC 2330